# St. Mary's A.D.S. Cemetery
St. Mary's A.D.S. Cemetery is een Britse militaire begraafplaats met gesneuvelden uit de Eerste Wereldoorlog, gelegen in de Franse gemeente Haisnes (departement Pas-de-Calais). De begraafplaats ligt bijna drie kilometer ten zuiden van het dorpscentrum van Haisnes, langs de weg tussen Vermelles en Hulluch. De begraafplaats werd ontworpen door Herbert Baker en heeft een rechthoekig grondplan met een oppervlakte van 6.097 m². Ze is omgeven door een lage natuurstenen muur. De ingang bevindt zich aan de straatzijde, waar centraal het Cross of Sacrifice staat. Aan de zuidkant staat de Stone of Remembrance op een licht verhoogd niveau. De begraafplaats wordt onderhouden door de Commonwealth War Graves Commission. Enkele tientallen meters ten zuiden van de begraafplaats liggen in de velden de kleinere Britse begraafplaatsen Ninth Avenue Cemetery en Bois-Carre Military Cemetery.
Er liggen 1.810 doden begraven waarvan 1.592 niet meer geïdentificeerd konden worden.

## Geschiedenis
In de herfst van 1915 werd zwaar gevochten in de streek tijdens de Slag bij Loos waar de Britten een stukje oostwaarts konden doorbreken. In de buurt werd onder meer zwaar gestreden bij de aanval op de Hohenzollern Redoubt. De volgende jaren werd hier geen vooruitgang meer gemaakt, tot in het najaar van 1918 de Duitsers hun linies terugtrokken. Bij de Slag bij Loos was hier "St. Mary's Advanced Dressing Station" (A.D.S.) ingericht, een medische post, waar gewonden de eerste zorgen kregen.
Na de oorlog werd hier een begraafplaats ingericht, genoemd naar de medische post die hier tijdens de oorlog was gevestigd. Op de begraafplaats verzamelde men gesneuvelden uit de omliggende slagvelden. De meesten waren gevallen bij de gevechten van september en oktober 1915. Er werden ook negen graven overgebracht van Loos Communal Cemetery in Loos.
Er liggen nu 1.791 Britten en 19 Canadezen begraven. Voor 23 Britten werden Special Memorials opgericht omdat hun graven werden vernietigd en men aanneemt dat ze zich onder de naamloze grafzerken bevinden. Vijf andere Britten worden herdacht met een Duhallow Block omdat ze oorspronkelijk in Loos Communal Cemetery begraven werden maar hun graven werden eveneens door oorlogsgeweld vernield en niet meer teruggevonden. 
Aan de andere kant van de weg bevond zich aanvankelijk ook een Franse militaire begraafplaats, maar deze werd in 1922 ontruimd en de graven werden overgebracht naar Nécropole de Notre-Dame-de-Lorette.

## Graven
- Op de begraafplaats ligt luitenant John Kipling begraven, de enige zoon van de Britse schrijver Rudyard Kipling. Hij was 18 jaar oud. Er is heel wat controverse omtrent de identiteit van het hier begraven slachtoffer. (Meer informatie hierover op de website van webmatters.net)[3]

### Onderscheiden militairen
- Harold Day, onderluitenant bij de Royal Naval Air Service werd onderscheiden met het Distinguished Service Cross (DSC).
- Albert Edward Bayne, sergeant bij de Black Watch (Royal Highlanders) werd onderscheiden met de Distinguished Conduct Medal (DCM).
- J. Simmonds, schutter bij de Rifle Brigade ontving de Military Medal (MM).

### Minderjarige militair
- John L. Walker, soldaat bij de Cameron Highlanders was 17 jaar toen hij sneuvelde op 28 september 1915.